# Sierra Colorada
Sierra Colorada är en kommunhuvudort i Argentina.   Den ligger i provinsen Río Negro, i den södra delen av landet, 1 100 km sydväst om huvudstaden Buenos Aires. Sierra Colorada ligger 656 meter över havet och antalet invånare är 1 374.
Terrängen runt Sierra Colorada är platt. Trakten runt Sierra Colorada är nära nog obefolkad, med mindre än två invånare per kvadratkilometer..
Omgivningarna runt Sierra Colorada är i huvudsak ett öppet busklandskap.